# Pointe de l'Armorique
La pointe de l'Armorique est située à l'extrémité ouest-sud-ouest de la presqu'île de Plougastel ; elle fait partie de la commune de Plougastel-Daoulas. Faisant face à l'île Longue, elle subdivise en deux parties nord et sud la rade de Brest.
La pointe est un site géologique d'intérêt international, pour son récif corallien (falaise de calcaires bleus du dévonien), unique récif fossile de coraux et d'éponges du Praguien d'Europe.
Une présence militaire est attestée sur la pointe de l'Armorique depuis la fin du XVIIe siècle. Un fort occupe une partie de la pointe ; il est encore aujourd'hui propriété de la Marine nationale, et son accès est interdit au public.